# Euphilotes battoides
Euphilotes battoides – Square-Spotted Blue (‚Gesäumter Bläuling‘) oder Buckwheat blue (‚Buchweizenbläuling‘) – ist eine Schmetterlings-Art aus der Familie der Bläulinge (Lycaenidae), die im Westen Nordamerikas beheimatet ist.

## Beschreibung
Ihre Flügelspannweite beträgt nach Art und Unterart zwischen 16 und 17 mm. Die Oberseite der Weibchen ist braun oft mit einem orangefarbenen Streifen am Rand des äußeren Hinterflügels. Die Männlichen sind blau mit dunklem Saum. Nur manche haben den orangefarbenen Streifen. Die Unterseite ist weiß bis grau mit schwarzen Flecken. Die jährliche auswachsende Generation fliegt zwischen Mitte April und August. Sie ernähren sich von dem Blütennektar verschiedener Pflanzen, meist Arten des ‚Nordamerikanischen Wilden Buchweizens‘ (Eriogonum).

## Ökologie und Lebensweise
Die Larven ernähren sich von Blüten und Früchten der Gattung Eriogonum. Die Unterart battoides wurde auf Eriogonum lobbii var. lobbii, Eriogonum incanum und Eriogonum polypodum entdeckt, während die Unterart glaucon sich auf Eriogonum umbellatum, Eriogonum ovalifolium var. nivale, Eriogonum heracleoides, Eriogonum sphaerocephalum var. halimioides und Eriogonum flavum var. piperi spezialisiert hat; die Unterart comstocki auf Eriogonum umbellatum. Die Unterart allyni wurde auf Eriogonum parvifolium var. parvifolium, Eriogonum cinereum und Eriogonum fasciculatum var. fasciculatum entdeckt. Die Larven lassen sich von Ameisen pflegen. Die Art überwintert verpuppt im Sand oder Laub.

## Vorkommen
Euphilotes battoides sind im Westen Nordamerikas zwischen dem US-Bundesstaat Washington und südlich bis Baja California Norte sowie westlich bis an den Süden von Colorado und New Mexico beheimatet.

## Systematik

### Synonyme
- Rusticus battoides
- Philotes battoides
- Euphilotes glaucon
- Rusticus glaucon
- Philotes glaucon

### Unterarten (einschl. Schutzstatus)
- Euphilotes battoides battoides (Behr, 1867) (Kalifornien)
- Euphilotes battoides glaucon (Edwards, 1871) (British Columbia bis in den Nordosten von Kalifornien und im Süden von Idaho)
- Euphilotes battoides comstocki (Shields, 1975)
- Euphilotes battoides centralis (Barnes & McDunnough, 1917) (südliches Colorado bis nördliches New Mexico)
- Euphilotes battoides allyni (Shields, 1975) (Kalifornien) – seit 1976 auf der Roten Liste gefährdeter Arten des United States Fish and Wildlife Service gelistet.[2][3][4]
- Euphilotes battoides argocyanea (Pratt & J. Emmel, 1998)
- Euphilotes battoides fusimaculata (Pratt & J. Emmel, 1998)
- Euphilotes battoides mazourka (Pratt & J. Emmel, 1998)
- Euphilotes battoides panamintensis (Pratt & J. Emmel, 1998)
- Euphilotes battoides vernalis (Pratt & J. Emmel, 1998)

### Ungültige Unterarten
- Euphilotes battoides bernardino (Barnes & McDunnough, 1916) – Bernardino Square-spotted Blue
- Euphilotes battoides centralis (Barnes & McDunnough, 1917)
- Euphilotes battoides intermedia (Barnes & McDunnough, 1917)
- Euphilotes battoides baueri (Shields, 1975)
- Euphilotes battoides ellisi (Shields, 1975)